# Lex Albrecht
Lex Albrecht (Ontario, 6 de abril de 1987) es una ciclista profesional canadiense. Debutó como profesional en 2011 en un equipo de su país tras conseguir algún buen puesto islado en carreras de Norteamérica. Aunque de nuevo se tuvo que recalificar amateur hasta que empezó a acumular podiums en el calendario amateur estadounidense por lo que en 2015 volvió al profesionalismo de la mano del Kelly Benefit Strategies de Estados Unidos. En 2016 fichó pro el BePink italiano. lo que le daba acceso a un calendario mucho más internacional.
Ha participado en 3 Mundiales en Ruta consecutivos (2012, 2013 y 2014) pero no ha finalizado ninguno -en el primero llegó fuera de control-. En gran parte debido a los dos podiums consecutivos en el Campeonato de Canadá en Ruta (2011 y 2012).

## Palmarés
2011
- 2.ª en el Campeonato de Canadá en Ruta

2012 (como amateur)
- 3.ª en el Campeonato de Canadá en Ruta

2017
- 1 etapa del Tour de Gila
- 1 etapa del Tour de Turingia femenino

## Resultados en Grandes Vueltas y Campeonatos del Mundo
Durante su carrera deportiva ha conseguido los siguientes puestos en las Grandes Vueltas femeninas y en los Campeonatos del Mundo en carretera:
| Carrera         | Carrera         | 2012  | 2013 | 2014 | 2015 | 2016 | 2017 | 2018 | 2019 |
| --------------- | --------------- | ----- | ---- | ---- | ---- | ---- | ---- | ---- | ---- |
|                 | Giro de Italia  | —     | —    | —    | —    | 40.ª | —    | —    | —    |
|                 | Tour de l'Aude  | X     | X    | X    | X    | X    | X    | X    | X    |
|                 | Grande Boucle   | X     | X    | X    | X    | X    | X    | X    | X    |
| Mundial en Ruta | Mundial en Ruta | F. c. | Ab.  | Ab.  | —    | —    | 68.ª | —    | —    |

—: no participa

F. c.: descalificada por «fuera de control»

Ab: abandono

X: ediciones no celebradas

## Equipos
- Juvederm-Specialized (2011)
- Optum Pro Cycling Women's Team (amateur) (2012)
- Optum p/b Kelly Benefit Strategies (2015)[8]
- BePink (2016)
- TIBCO-SVB (2017-2019)